# Nikola Krstović
Nikola Krstović (5 de abril de 2000) es un futbolista montenegrino que juega en la demarcación de delantero para el Atalanta B. C. de la Serie A.

## Biografía
Empezó a formarse como futbolista en el FK Zeta durante dos años, hasta que finalmente el 23 de abril de 2016 debutó con el primer equipo en la Primera División de Montenegro en un partido contra el FK Iskra Danilovgrad. Jugó en el club tres temporadas más, convirtiéndose al final de la temporada 2018/19 en el máximo goleador de la liga con un total de 17 goles. A mitad de temporada, el 25 de febrero de 2019, fichó por el Estrella Roja de Belgrado, aunque permaneció en el Zeta hasta final de temporada. 

## Clubes
| Club                           | País       | Año       | Partidos | Goles |
| ------------------------------ | ---------- | --------- | -------- | ----- |
| FK Zeta                        | Montenegro | 2016-2019 | 99       | 41    |
| Estrella Roja de Belgrado      | Serbia     | 2019-2020 | 6        | 0     |
| FK Grafičar Belgrado           | Serbia     | 2020      | 6        | 2     |
| Estrella Roja de Belgrado      | Serbia     | 2020-2021 | 21       | 3     |
| F. C. DAC 1904 Dunajská Streda | Eslovaquia | 2021-2023 | 66       | 37    |
| U. S. Lecce                    | Italia     | 2023-2025 | 75       | 19    |
| Atalanta B. C.                 | Italia     | 2025-     |          |       |

## Palmarés

### Títulos nacionales
| Título              | Club                      | País   | Año  |
| ------------------- | ------------------------- | ------ | ---- |
| Superliga de Serbia | Estrella Roja de Belgrado | Serbia | 2021 |
| Copa de Serbia      | Estrella Roja de Belgrado | Serbia | 2021 |

### Distinciones individuales
| Distinción                                           | Año  |
| ---------------------------------------------------- | ---- |
| Máximo goleador de la Primera División de Montenegro | 2019 |